# らじおの王様
らじおの王様（らじおのおうさま）は、1998年4月から2003年3月まで静岡放送（SBSラジオ）で土曜日と日曜日の21:00 - 23:00に生放送されていたラジオ番組。

## 概要
放送時間は毎週月曜日から金曜日までの22時から23時45分。プロデューサーの引退を機に番組が変更となった。デンジャラスは前身番組「ラジカルモンスター」から引き続き水曜パーソナリティとして出演した。
2000年10月以降は平日夜を離れ、代わって土曜日に「らじおの王様X+C～!」（- エクスタシー!／パーソナリティ：茶畑るり）、日曜日に「らじおの王様スピリット」（パーソナリティ：吉田幸真）となって2003年3月まで放送された。
兄弟番組として「らじおの王様別荘地」が存在し、2000年10月からは放送時間を変更し「らじおの王子様」を放送した。

## パーソナリティ
| 期間       | 期間       | 月曜日   | 火曜日     | 水曜日       | 木曜日     | 金曜日          |
| ---------- | ---------- | -------- | ---------- | ------------ | ---------- | --------------- |
| 1998.04.01 | 1998.09.30 | 吉田幸真 | おさみさお | デンジャラス | 奥井亜紀   | 田村浩子 林恵子 |
| 1998.10.01 | 1999.03.26 | 吉田幸真 | 谷崎浩章   | デンジャラス | おさみさお | 田村浩子 林恵子 |
| 1999.03.29 | 2000.09.29 | 吉田幸真 | 谷崎浩章   | デンジャラス | 松永直子   | おさみさお      |

### 第1シリーズ （1998年4月〜1998年9月）
- 月曜日：吉田幸真（SBSアナウンサー）
- 火曜日：おさみさお
- 水曜日：デンジャラス
- 木曜日：奥井亜紀
- 金曜日：田村浩子、林恵子（ともに当時SBSアナウンサー）

### 第2シリーズ （1998年10月〜1999年3月）
- 月曜日：吉田幸真
- 火曜日：谷崎浩章（プロペラ）
- 水曜日：デンジャラス
- 木曜日：おさみさお
- 金曜日：田村浩子、林恵子

### 第3シリーズ （1999年4月〜2000年9月）
- 月曜日：吉田幸真
- 火曜日：谷崎浩章
- 水曜日：デンジャラス
- 木曜日：松永直子（当時SBSアナウンサー）
- 金曜日：おさみさお

### 2000年10月〜2003年3月
- 土曜日：茶畑るり
- 日曜日：吉田幸真